# Espadarana audax
Espèce
Synonymes
- Centrolenella audax Lynch & Duellman, 1973
- Centrolene audax (Lynch & Duellman, 1973)
- Centrolene fernandoi Duellman & Schulte, 1993

Statut de conservation UICN

 LC  : Préoccupation mineure
Espadarana audax est une espèce d'amphibiens de la famille des Centrolenidae.

## Répartition
Cette espèce se rencontre de 1 350 à 1 800 m d'altitude sur le versant amazonien de la cordillère Orientale :
- au Pérou dans la région de San Martín ;
- en Équateur dans la province de Napo ;
- en Colombie dans le département de Putumayo.

## Description
Les mâles mesurent de 23,0 à 23,6 mm.

## Publication originale
- Lynch & Duellman, 1973 : A review of the centrolenid frogs of Ecuador, with descriptions of new species. Occasional Papers of the Museum of Natural History, University of Kansas, vol. 16, p. 1-66 (texte intégral).